# Factor de Lorentz

Factor de Lorentz γ en funció de la velocitat. El seu valor inicial és 1 (quan v = 0); i a mesura que s'acosta la velocitat la velocitat de la llum (v → c) γ augmenta sense límit (γ → ∞).

El factor de Lorentz o terme de Lorentz és una quantitat que expressa quant canvien les mesures de temps, longitud i altres propietats físiques per a un objecte mentre aquest objecte es mou.
L'expressió apareix en diverses equacions de la relativitat especial, i sorgeix en derivacions de les transformacions de Lorentz. El nom prové de la seva aparició anterior a l'electrodinàmica lorentziana, que rep el nom del físic holandès Hendrik Lorentz.
Generalment es denota γ (la lletra grega minúscula gamma). De vegades (especialment en la discussió del moviment superlumínic) el factor s'escriu com a Γ (grec majúscula-gamma) en lloc de γ.
El factor de Lorentz γ es defineix com
{\displaystyle \gamma ={\frac {1}{\sqrt {1-{\frac {v^{2}}{c^{2}}}}}}={\frac {1}{\sqrt {1-\beta ^{2}}}}={\frac {dt}{d\tau }}}
on:
- v és la velocitat relativa entre marcs de referència inercials,
- c és la velocitat de la llum en el buit,
- β (entre 0 i 1) és el ràtio de la velocitat v de la partícula respecte de la velocitat de la llum c,
- t és la coordenada del temps,
- τ és el temps propi de l'observador (mesura dels intervals de temps en el marc del propi observador).

Aquesta és la forma més utilitzada a la pràctica, encara que no l'única. Per a complementar la definició, alguns autors defineixen el recíproc
{\displaystyle \alpha ={\frac {1}{\gamma }}={\sqrt {1-{\frac {v^{2}}{c^{2}}}}}\ ={\sqrt {1-{\beta }^{2}}};}